# Pseudosybaris
Pseudosybaris is een geslacht van kevers uit de familie oliekevers (Meloidae).
Het geslacht is voor het eerst wetenschappelijk beschreven in 1982 door Saha.

## Soorten
Het geslacht omvat de volgende soort:
- Pseudosybaris kempi Saha, 1982